# 떡국 (영화)
"떡국"은 1971년 공개된 대한민국의 영화이다.

## 배역
- 황정순
- 엄앵란
- 남궁원
- 윤정희
- 임지운
- 남정임
- 이낙훈
- 김창숙
- 김희라
- 주선태
- 최남현
- 전상철
- 송해
- 이기동
- 박경주
- 손전